# یواس‌اس الباکور (ای‌جی‌اس‌اس-۵۶۹)
یواس‌اس الباکور (ای‌جی‌اس‌اس-۵۶۹) (به انگلیسی: USS Albacore (AGSS-569)) یک زیردریایی بود که طول آن ۶۲٫۱ متر (۲۰۴ فوت) overall, 60.9 meters (200 ft) waterline بود. این زیردریایی در سال ۱۹۵۳ ساخته شد.